# Rue Benvignat
La  rue Benvignat  est une voie publique urbaine de la commune de Lille, dans le département français du Nord.

## Situation et accès
La rue  Benvignat relie la rue Sainte-Marie à la rue du Rempart où elle se prolonge par une courte impasse vers la caserne Saint-Ruth. Elle croise la place Saint-André, celle-ci prolongée par l’avenue Adolphe-Max.

## Origine du nom
La rue rend hommage à l’architecte lillois Charles Benvignat.

## Histoire
La rue, située à proximité de l’ancienne église Saint-André détruite en 1784, faisait partie du faubourg Saint-Pierre  à l’extérieur du rempart médiéval le long de la route de Menin, actuelle rue Saint-André. Ce faubourg  desservi par l’église Saint-André est érigé en paroisse en 1273 .
Peu de temps avant l’annexion de Lille dans le Royaume de France, il est protégé par une fortification isolée décidée en 1659 par l’échevinage mais reste à l’écart de l’enceinte.
L’agrandissement de la ville en 1670 après la conquête de Lille par Louis XIV en 1667 l’intègre à l’intérieur de l’enceinte de Vauban.
La rue des Quinze-Pots qui longeait ce rempart se limitait au tronçon entre la rue Sainte-Marie et l'entrée de la porte Saint-André (place Saint-André) et n’était bâtie que du côté ville. Elle est renommée rue Benvignat en 1879.
Au cours des années 1950, des maisons sont construites du côté de l’ancien rempart détruit dans les  années 1930 avec la porte Saint-André, également nommée porte d'Ypres.

## La rue Benvignat auXXIesiècle
La rue est une voie secondaire  à faible circulation bordée de maisons individuelles.

## Édifices remarquables
Les maisons des numéros du 1bis au 5 de style lillois à arcures qui datent probablement du début du XVIIe siècle  font partie des rares constructions sur le territoire de l’agrandissement de la Lille en 1670 antérieures à cette extension de la ville par Vauban.

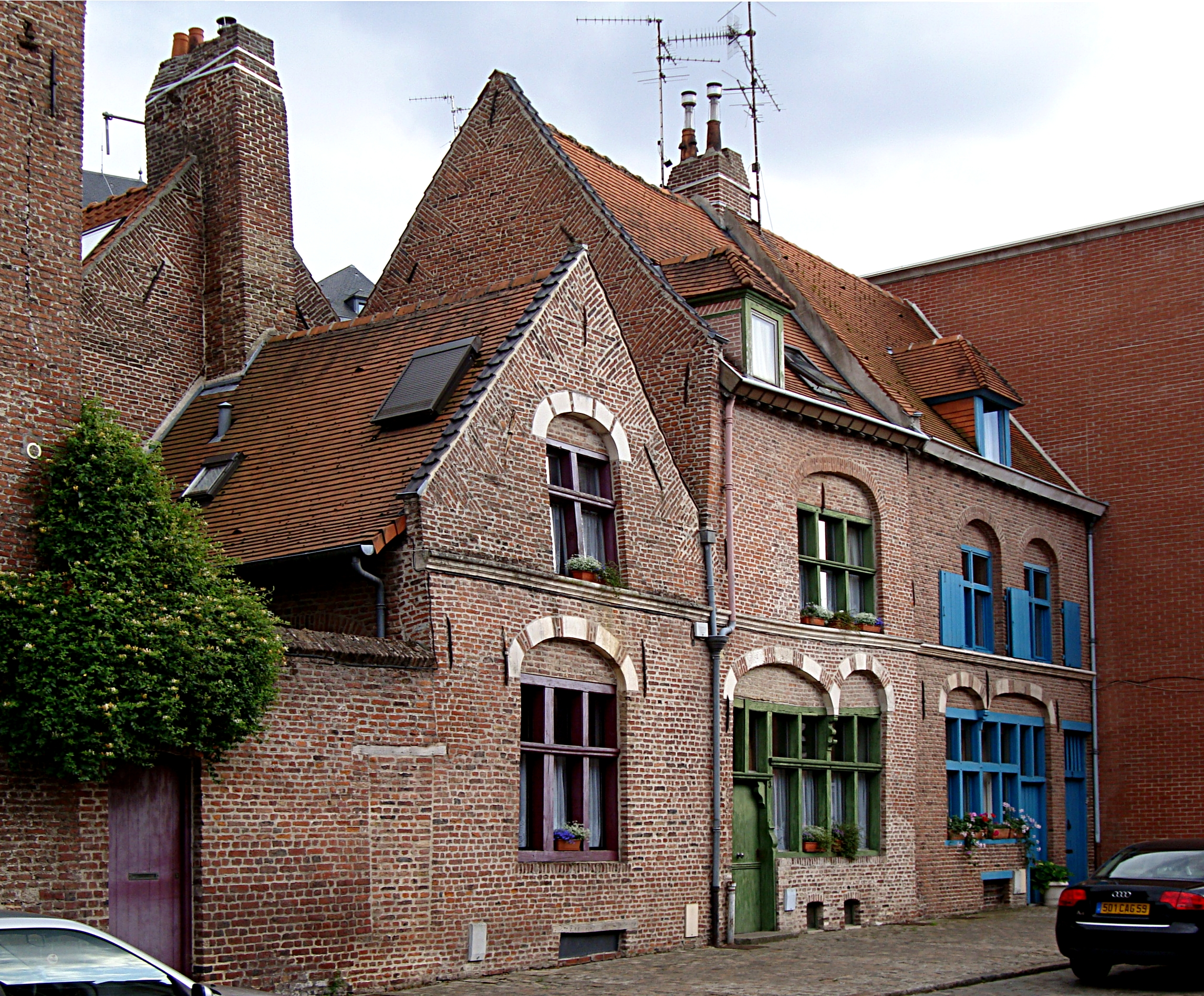
Maisons du 1bis au 5 rue Benvignat